# Georgina Ribas
Georgina Ribas (Angola, 1882 - 1951) fou una pianista, musicòloga, professora de música i dirigent de diverses organitzacions del segle XX del moviment negre i feminista a Portugal, com el Partit Nacional Africà, el Grémio KE-Aflikana, també coneguts com el Gremi Africà i el Moviment de Dones Africanes. Fou una pionera de l'alliberament de les dones a Portugal.

## Trajectòria
Ribas nasqué a Angola i es traslladà a Portugal amb tres anys. Era filla d'una angolesa, descendent del baró de Cabinda, i d'un comerciant del Brasil. Es llicencià com a pianista en el Conservatori Nacional de Lisboa, i fou professora de música. Va tenir un fill, Tomaz, que va seguir els seus passos en les arts, i fou un reconegut musicòleg, escriptor, crític de dansa i teatre.
El 1929, dirigia la Lliga de Dones Africanes, o Moviment de Dones Africanes, una organització que formava part del Partit Nacional Africà. També formà part d'aquest mateix partit, que el 1932, segons la Tribuna D'Àfrica, tenia uns cinc mil membres distribuïts en els barris de Lisboa.

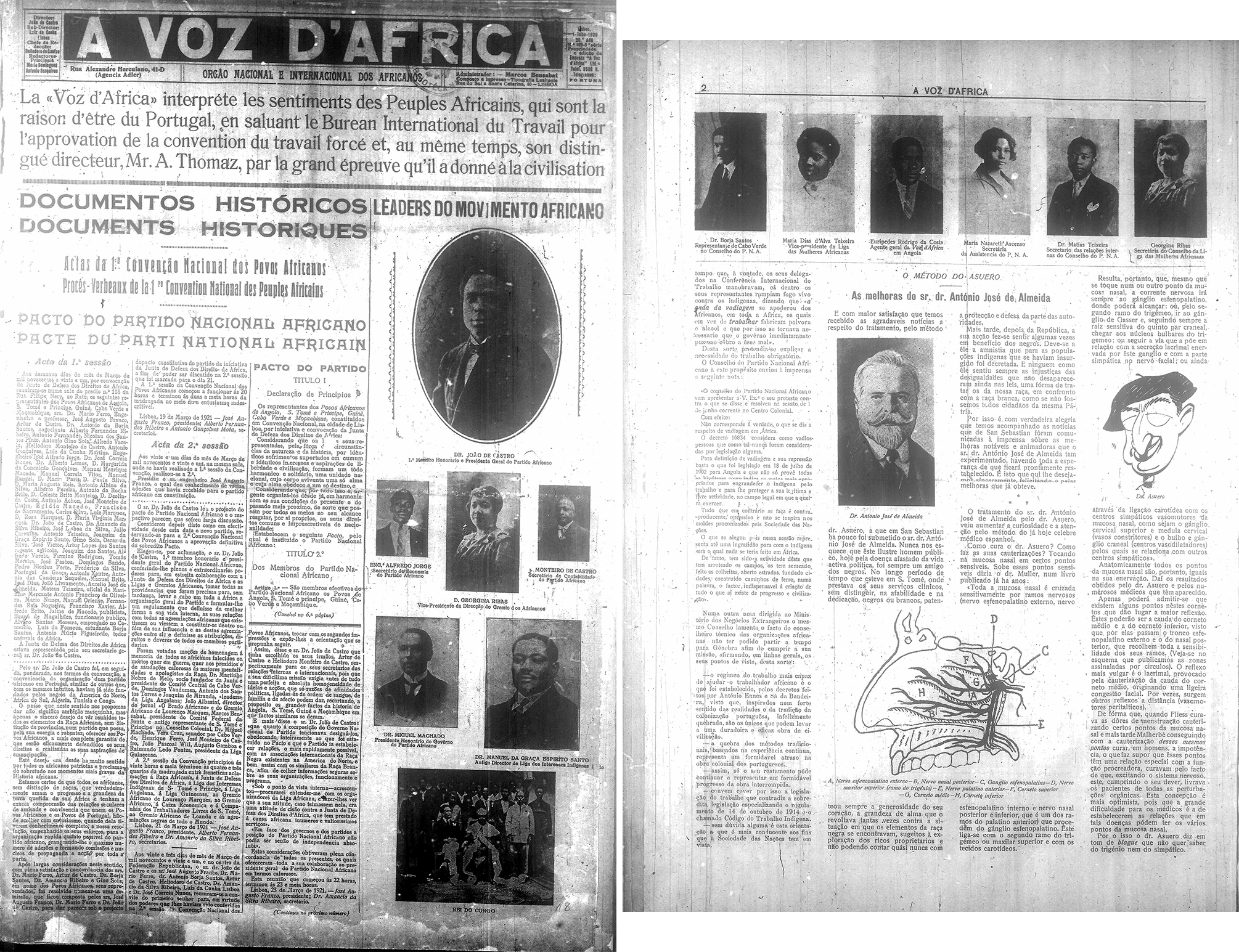
Georgina Ribas esmentada en dues pàgines del diari del moviment negre portugués A Voz De África (1912-1913 i 1927-1930)

També formava part del Grémio Ké-Aflikana, conegut com a Gremi Africà.
El Gremi Africà, fundat el 28 d'agost del 1929, defensava la independència dels territoris colonitzats per Portugal, i volia, segons els seus estatuts, “competir pel prestigi social i mental dels africans, congregar i enfortir el vincles d'unió i solidaritat entre els nadius d'Àfrica i les ètnies nacionals i promoure l'elevació del nivell intel·lectual i la revitalització física dels pobles indígenes de l'Àfrica portuguesa”.
Fou vicepresidenta de l'Associació Africana Ké-Aflikana, amb la vicepresidenta de la Lliga de Dones Africanes Maria Dias de Alva Teixeira, i la secretària d'Assistència del Partit Nacional Africà Maria Nazareth Ascenso.
Georgina Ribas tingué una gran influència social i moral en els intel·lectuals africans que residien a Lisboa.(8)
El seu nom fou un dels pseudònims utilitzats per a les joves entrevistades a Portugal, en la tesi doctoral Experiències de joves afrodescendents, dones negres en l'educació professional: contribucions al treball social a Portugal i Brasil, per Heide de Jesus Damasceno (Facultat de Sociologia i Polítiques Públiques, 2021).